# خیابان جرارد (تورنتو)
خیابان جرارد (انگلیسی: Gerrard Street) خیابانی در تورنتو، انتاریو، کانادا است. از دو بخش مجزا تشکیل شده است که از نظر تاریخی به عنوان جرارد پایین و جرارد بالا شناخته می‌شود.